# Lichior de ouă

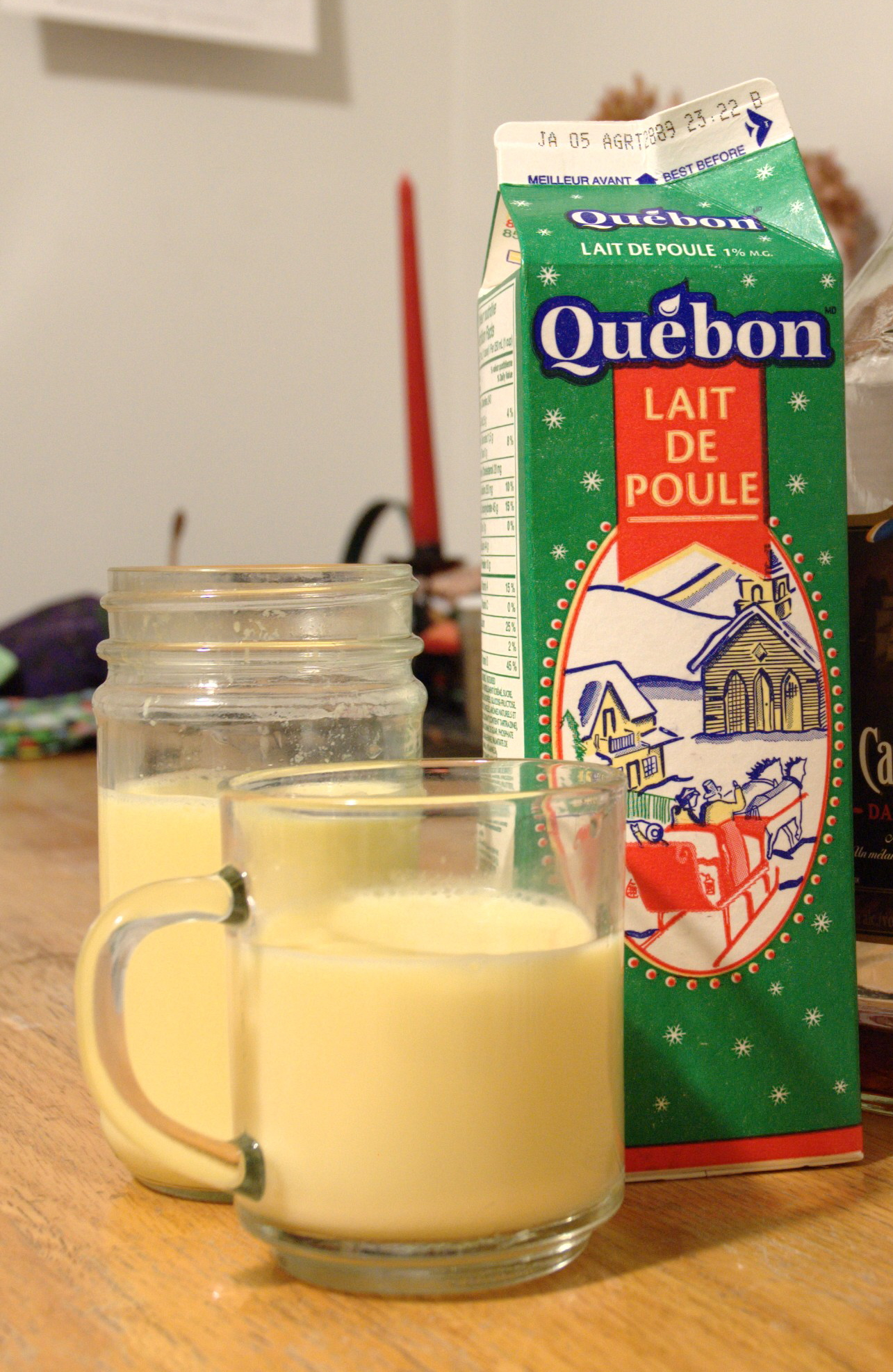

Lichiorul de ouă este un produs lactat îndulcit tradițional care conține lapte și/sau smântână, zahăr, ouă bătute (care îi conferă o textură spumoasă). Se pot adăuga băuturi alcoolice cum ar fi brandy, rom, whisky, bourbon, Kahlúa, vodcă sau combinații ale acestora; la sfârșit se poate consuma cu scorțișoară sau nucșoară.
Lichiorul de ouă este o băutură populară în Statele Unite și Canada, și este de obicei asociată cu festivitățile de iarnă, cum ar fi Ziua Recunoștinței, Crăciunul și Anul Nou. 